# Volitve predsednika Islandije 1992
Volitve predsednika Islandije 1992 bi morale biti redne volitve, a jih niso izvedli, ker je bila tedanja predsednica Vigdís Finnbogadóttir edina kandidatka.